# Internationale Cricket-Saison 2013
Die internationale Cricket-Saison 2013 fand zwischen Mai 2013 und September 2013 statt.

## Überblick

### Internationale Touren
| Beginn            | Heimteam    | Auswärtsteam | Resultate | Resultate | Resultate | Artikel |
| Beginn            | Heimteam    | Auswärtsteam | Test      | ODI       | Twenty20  | Artikel |
| ----------------- | ----------- | ------------ | --------- | --------- | --------- | ------- |
| 17. April 2013    | Simbabwe    | Bangladesch  | 1–1 [2]   | 2–1 [3]   | 1–1 [2]   | Artikel |
| 16. Mai 2013      | England     | Neuseeland   | 2–0 [2]   | 1–2 [3]   | 0–1 [2]   | Artikel |
| 17. Mai 2013      | Schottland  | Pakistan     |           | 0–1 [2]   |           | Artikel |
| 23. Mai 2013      | Irland      | Pakistan     |           | 0–1 [2]   |           | Artikel |
| 31. Mai 2013      | Niederlande | Südafrika    |           | 0–1 [1]   |           | Artikel |
| 10. Juli 2013     | England     | Australien   | 3–0 [5]   | 1–2 [5]   | 1–1 [2]   | Artikel |
| 14. Juli 2013     | West Indies | Pakistan     |           | 1–3 [5]   | 0–2 [2]   | Artikel |
| 20. Juli 2013     | Sri Lanka   | Südafrika    |           | 4–1 [5]   | 1–2 [3]   | Artikel |
| 24. Juli 2013     | Simbabwe    | Indien       |           | 0–5 [5]   |           | Artikel |
| 23. August 2013   | Simbabwe    | Pakistan     | 1–1 [2]   | 1–2 [3]   | 0–2 [2]   | Artikel |
| 3. September 2013 | Irland      | England      |           | 0–1 [1]   |           | Artikel |
| 3. September 2013 | Schottland  | Australien   |           | 0–1 [1]   |           | Artikel |

### Internationale Turniere
| Beginn         | Turnier                                      | Land        |
| -------------- | -------------------------------------------- | ----------- |
| 3. April 2013  | ICC World Cricket League Division Seven 2013 | Botswana    |
| 28. April 2013 | ICC World Cricket League Division Three 2013 | Bermuda     |
| 6. Juni 2013   | ICC Champions Trophy 2013                    | England     |
| 28. Juni 2013  | Triangular Series                            | West Indies |
| 21. Juli 2013  | ICC World Cricket League Division Six 2013   | Jersey      |

### Fortlaufende Turniere
| Dauer     | Turnier                            |
| --------- | ---------------------------------- |
| 2011–2013 | ICC Intercontinental Cup 2011–2013 |

### Internationale Touren (Frauen)
| Beginn          | Heimteam | Auswärtsteam | Resultate | Resultate | Resultate | Artikel |
| Beginn          | Heimteam | Auswärtsteam | WTest     | WODI      | WTwenty20 | Artikel |
| --------------- | -------- | ------------ | --------- | --------- | --------- | ------- |
| 1. Juli 2013    | England  | Pakistan     |           | 2–0 [2]   | 1–1 [2]   | Artikel |
| 8. Juli 2013    | Irland   | Pakistan     |           | 0–1 [1]   | 0–2 [2]   | Artikel |
| 16. Juli 2013   | Irland   | Pakistan     |           | 0–2 [2]   | 0–1 [1]   | Artikel |
| 11. August 2013 | England  | Australien   | 0–0 [1]   | 2–1 [3]   | 3–0 [3]   | Artikel |

### Internationale Turniere (Frauen)
| Beginn        | Turnier                                   | Land   |
| ------------- | ----------------------------------------- | ------ |
| 23. Juli 2013 | ICC Women’s World Twenty20 Qualifier 2013 | Irland |

## Nationale Meisterschaften
Aufgeführt sind die nationalen Meisterschaften der Full Member des ICC.
| Land        | First-Class              | List A                                    | Twenty20                             |
| ----------- | ------------------------ | ----------------------------------------- | ------------------------------------ |
| England     | County Championship 2013 | Yorkshire Bank 40 2013                    | Twenty20 Cup 2013                    |
| Indien      |                          |                                           | Indian Premier League 2013           |
| Pakistan    |                          |                                           | Ramadan T-20 Cup 2013                |
| Sri Lanka   |                          | Sri Lanka Cricket President’s Trophy 2013 | Super Fours Twenty20 Tournament 2013 |
| West Indies |                          |                                           | Caribbean Premier League 2013        |